# Золоті руки (фільм, 1983)
«Золоті руки» («Mani di fata») — італійська кінокомедія 1983 року, знята режисером Стено, з Ренато Поццетто і Елеонорою Джорджі у головних ролях.

## Сюжет
40-річний порядний сім'янин Андреа Ферріні, який займає посаду інженера у великій будівельній компанії, після закриття відділу закордонних проектів несподівано позбавляється роботи. Він більше не може розкидатися грошима, через що звільняє покоївку та береться самостійно стежити за порядком у будинку. Водночас його дружина Франка, навпаки, переживає стрімке кар'єрне зростання в індустрії моди. Не здатний влаштуватися за фахом, Андреа стає дворецьким у багатої графині Ірен, зіштовхнувшись із низкою комічних пригод.

## У ролях
- Ренато Поццетто: Андреа Ферріні
- Елеонора Джорджі: Франка Ферріні
- Мауріціо Мікелі: П'єро Персікетті
- Сільва Кошина: в ролі графині Ірен
- Феліче Андреазі: адмірал
- Джованні Фреза: Маріоліно Ферріні
- Стефано Мінгардо: Маноло
- Елеонора Гріппо: Жаклін
- Елена Роверселлі: Ніколетта
- Елена Мацца: Моніка, подруга графині
- Андреа Монтуші: торговець рибою
- Гвідо Спадеа: директор коледжу
- Карла Монті: покупець рибного магазину

## Знімальна група
- Режисер: Стено
- Сценаристи: Лаура Тоскано, Франко Маротта, Енріко Ванціна, Стено, Ренато Поццетто
- Продюсер: Акілле Мандзотті, Лучано Луна
- Оператор: Ламберто Каїмі
- Монтаж: Раймондо Крочані
- Композитор: Джанкарло К'ярамелло
- Художник: Вінченцо Мороцці
- Костюми: Тоні Рандаччо
- Грим: Джанфранко Мекаччі